# 국도 제38호선 (일본)

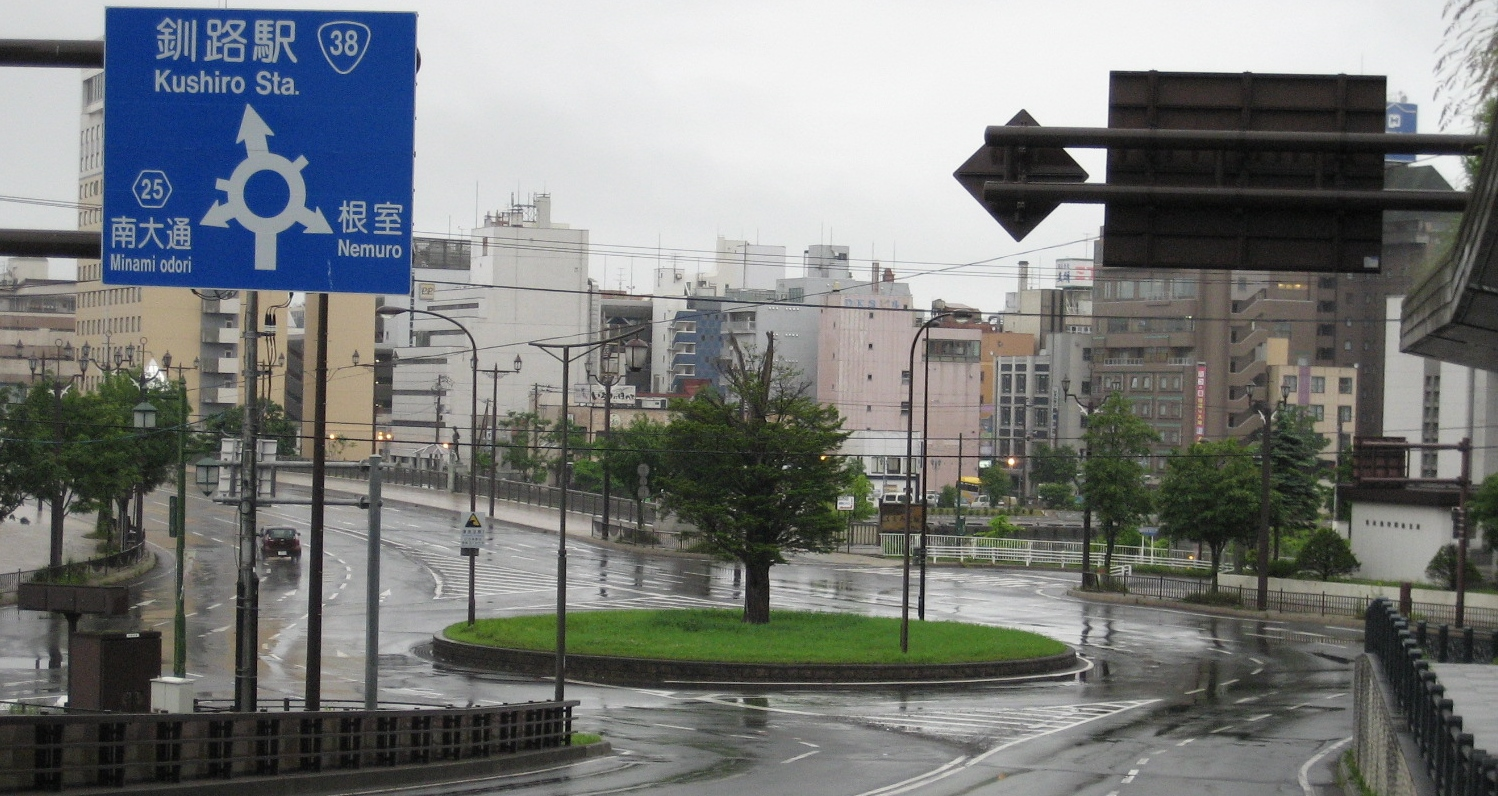
일본 38번 국도의 종점인 누사마이 전경.

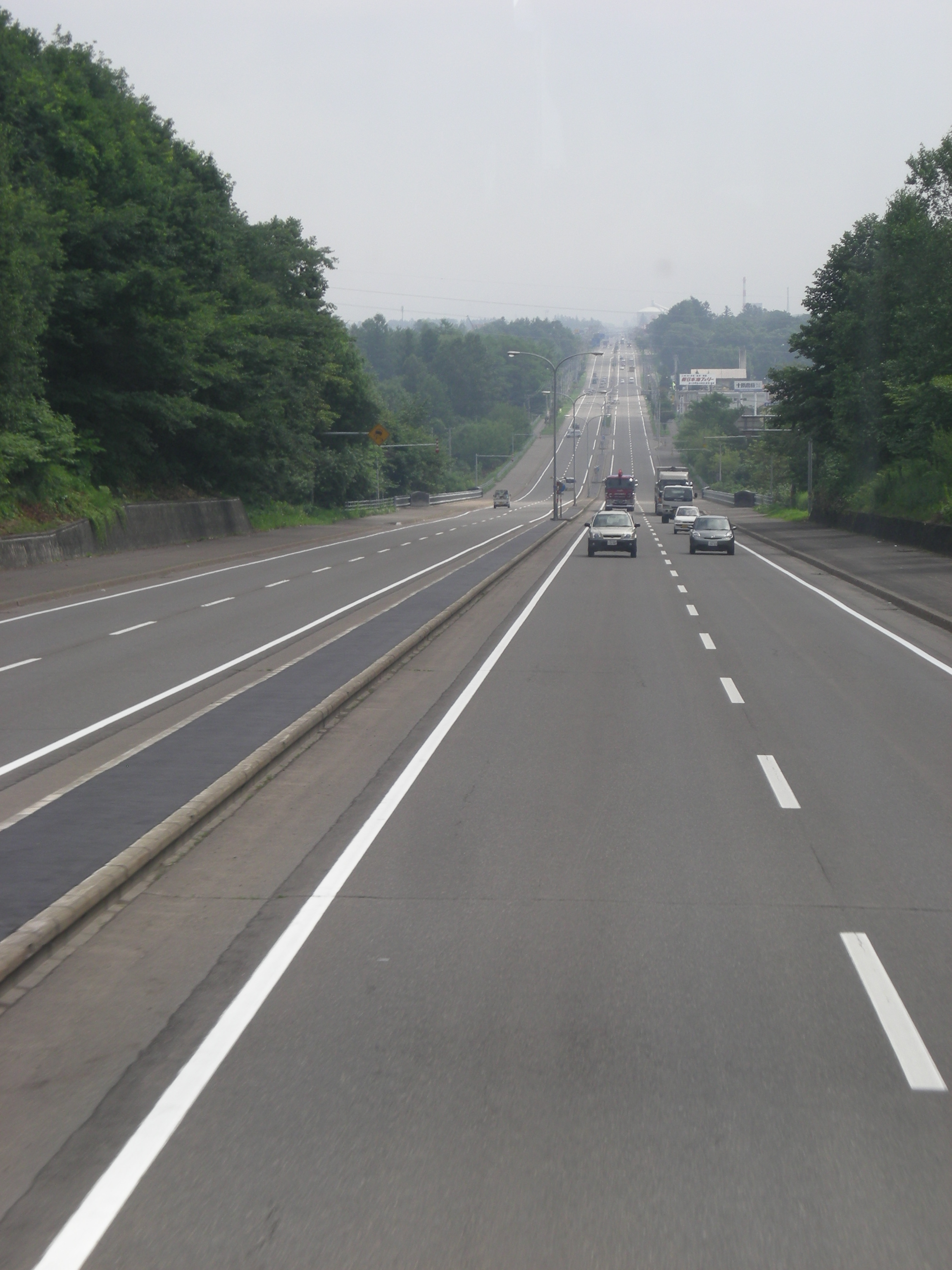
2009년 8월 1일 촬영. 가사이군 메무로정 부근의 동측(오비히로시 방면) 방향으로 향한 상태.

국도 제38호선(일본어: 国道38号)은 홋카이도의 다키카와시에서 구시로시까지 이어주는 총 연장 309.9 km, 실제 연장 309.4 km, 현도 297.1 km의 거리를 가진 일본의 일반 국도이다.

## 노선 정보
- 기점 : 다키카와시 (오마치1초메 1번지 혼초1초메 교차로 = 국도 제12호선의 교점이자 국도 제451호선의 종점)
- 종점 : 구시로시 (오카와초 5번지 누사마이 로터리 = 국도 제44호선의 기점)
- 주요 경유지 : 아카비라시, 아시베쓰시, 후라노시, 가미카와군 시미즈정, 오비히로시, 나카가와군 마쿠베쓰정, 도카치군 우라호로정, 시라누카군 시라누카정
- 총 연장 : 309.9 km
- 중용 연장 : 0.6 km
- 실제 연장 : 309.4 km
  - 현도 : 297.1 km
  - 신도 : 4.7 km
  - 구도 : 7.6 km
- 지정 구간 : 홋카이도의 구역 안에 존재하는 구간 (전 구간)
- 도로 관리자 : 홋카이도 개발국

## 지리

### 통과하는 지자체
이 국도는 전선 모두 홋카이도를 경유하나, 주요 경유지는 다음과 같다.
- 소라치 종합진흥국 : 다키카와시 - 아카비라시 - 아시베쓰시
- 가미카와 종합진흥국 : 소라치군 나카후라노정 - 후라노시 - 소라치군 미나미후라노정
- 도카치 종합진흥국 : 가미카와군 신토쿠정 - 가미카와군 시미즈정 - 가사이군 메무로정 - 오비히로시 - 나카가와군 마쿠베쓰정 - 나카가와군 도요코로정 - 도카치군 우라호로정
- 구시로 종합진흥국 : 구시로시 - 시라누카군 시라누카정 - 구시로시

### 통과하고 있는 도로

#### 일반 국도
- 국도 제451호선
- 국도 제12호선
- 국도 제452호선
- 국도 제237호선
- 국도 제274호선
- 국도 제241호선
- 국도 제236호선
- 국도 제242호선
- 국도 제336호선
- 국도 제392호선
- 국도 제240호선

#### 고속도로
- 도오 자동차도 다키카와 나들목(일본어판)
- 도토 자동차도 도마무 나들목(일본어판), 도카치 시미즈 나들목(일본어판), 메무로 나들목(일본어판), 오토후케 오비히로 나들목(일본어판), 시라누카 나들목(일본어판), 쇼로 나들목(일본어판), 아칸 나들목(일본어판)
- 오비히로 히로오 자동차도(일본어판, 영어판) 메무로 오비히로 나들목(일본어판)
- 도토 자동차도·구시로 소코탄 도로(일본어판) 구시로니시 나들목(일본어판)

#### 도도 (道道)
- 홋카이도도 제776호선
- 홋카이도도 제564호선
- 홋카이도도 제224호선
- 홋카이도도 제114호선
- 홋카이도도 제339호선
- 홋카이도도 제4호선
- 홋카이도도 제788호선
- 홋카이도도 제115호선
- 홋카이도도 제365호선
- 홋카이도도 제70호선
- 홋카이도도 제601호선
- 홋카이도도 제135호선
- 홋카이도도 제800호선
- 홋카이도도 제985호선
- 홋카이도도 제544호선
- 홋카이도도 제706호선
- 홋카이도도 제253호선
- 홋카이도도 제465호선
- 홋카이도도 제1030호선
- 홋카이도도 제1117호선
- 홋카이도도 제1085호선
- 홋카이도도 제75호선
- 홋카이도도 제1075호선
- 홋카이도도 제136호선
- 홋카이도도 제973호선
- 홋카이도도 제718호선
- 홋카이도도 제734호선
- 홋카이도도 제55호선
- 홋카이도도 제54호선
- 홋카이도도 제62호선
- 홋카이도도 제1152호선
- 홋카이도도 제214호선
- 홋카이도도 제440호선
- 홋카이도도 제151호선
- 홋카이도도 제26호선
- 홋카이도도 제238호선
- 홋카이도도 제441호선
- 홋카이도도 제151호선
- 홋카이도도 제15호선
- 홋카이도도 제210호선[1]
- 홋카이도도 제320호선
- 홋카이도도 제882호선
- 홋카이도도 제73호선
- 홋카이도도 제1146호선
- 홋카이도도 제1038호선
- 홋카이도도 제56호선
- 홋카이도도 제597호선
- 홋카이도도 제361호선
- 홋카이도도 제241호선
- 홋카이도도 제314호선
- 홋카이도도 제242호선
- 홋카이도도 제113호선
- 홋카이도도 제53호선
- 홋카이도도 제24호선
- 홋카이도도 제25호선

## 그 외
- 해당 국도를 소재로 하는 작품 : 国道38号 (작사 / 작곡 : 마쓰야마 지하라(일본어판) - 2006년에 발매된 음반인 <현실>에 수록)